# Bombax albidum
Bombax albidum är en malvaväxtart som beskrevs av François Gagnepain. Bombax albidum ingår i släktet Bombax och familjen malvaväxter. Inga underarter finns listade i Catalogue of Life.